# Jagdgeschwader 144
Das Jagdgeschwader 144 war ein Verband der Luftwaffe der Wehrmacht vor dem Zweiten Weltkrieg.

## Aufstellung
Die I. Gruppe des Jagdgeschwaders 144 bildete sich im Rahmen der Aufrüstung der Luftwaffe am 1. November 1938 durch Umbenennung der III. Gruppe des Jagdgeschwaders 334 in Gablingen (Lage). Ein Geschwaderstab oder weitere Gruppen existierten nicht. Die I. Gruppe war mit der Messerschmitt Bf 109D ausgestattet.
Am 1. Januar 1939 firmierte die I. Gruppe des Jagdgeschwaders 144 in die I. Gruppe des Zerstörergeschwaders 144 um. Damit hatte das Geschwader aufgehört zu bestehen.

## Gruppenkommandeure
I. Gruppe
- Hauptmann Walter Schmidt-Coste, 1. November 1938 bis 1. Januar 1939[2]